# Derna Polazzo
Derna Polazzo (* 27. März 1912 in Triest; † 3. Januar 1994 in Sagrado) war eine italienische Sprinterin und Weitspringerin.
Bei den Olympischen Spielen 1928 wurde sie Sechste in der 4-mal-100-Meter-Staffel und schied über 100 m im Vorlauf aus.
1928 wurde sie Italienische Meisterin im Weitsprung und 1929 über 80 m.

## Persönliche Bestleistungen
- 100 m: 13,0 s, 1928
- Weitsprung: 5,05 m, 14. Oktober 1928, Bologna (ehemaliger nationaler Rekord)